# Heidi Schuster-Burda
Heidi Schuster-Burda (* 10. Juli 1967 in Höchst) ist eine österreichische Politikerin (ÖVP) und Kommunikationsberaterin. Schuster-Burda ist seit 20. November 2019 Abgeordnete zum Vorarlberger Landtag.

## Ausbildung und Beruf
Heidi Schuster-Burda absolvierte zunächst beim Höchster Möbelbeschläge-Hersteller Grass eine Lehre als Industriekauffrau, ehe sie beim Lustenauer Unternehmen Obrist Engineering für Marketing- und Sales-Aufgaben verantwortlich wurde. 
Im Jahr 2008 machte sich Heidi Schuster-Burda mit einer Kommunikations-, Event- und Projektgestaltungsagentur namens Schuster-Burda Promotion selbständig, wobei sie eng mit VIA3 Communications von Martina Rüscher zusammenarbeitete.

## Politischer Werdegang
Die erste Berührung mit der Politik machte Heidi Schuster-Burda, als sie Anfang der 2000er-Jahre von ihrem Onkel, dem damaligen Höchster Bürgermeister Werner Schneider, gefragt wurde, ob sie für die ÖVP bei der Gemeindevertretungswahl kandidieren würde. Von der Gemeindevertretung wurde sie schließlich zur Gemeinderätin, also zum Mitglied des Gemeindevorstands, gewählt. Hierzu absolvierte sie auch den Lehrgang „Politisches Management und Partizipation“ am landeseigenen Bildungsinstitut Schloss Hofen in Lochau.
Nach Schneiders Rücktritt als Bürgermeister wurde Heidi Schuster-Burda am 5. April 2013 im Zuge der Wahl von dessen Nachfolger, Herbert Sparr, von der Gemeindevertretung zur neuen Höchster Vizebürgermeisterin gewählt. Seit 2013 leitet sie zudem die ÖVP-Frauenbewegung in Höchst und im Bezirk Bregenz.
Bei der Landtagswahl in Vorarlberg 2019 kandidierte Heidi Schuster-Burda auf dem siebten Listenplatz der Vorarlberger Volkspartei im Wahlbezirk Bregenz und wurde damit zur Nachrückerkandidatin im Wahlbezirk Bregenz. Sie wurde nach dem Mandatsverzicht von Martina Rüscher, nachdem diese zur neuen Landesrätin gewählt wurde, am 20. November 2019 als Abgeordnete im Vorarlberger Landtag angelobt. 2022 unterlag sie in der Bürgermeisterdirektwahl in Höchst ihrem Konkurrenten Stefan Übelhör von den Grünen.

## Privatleben
Heidi Schuster-Burda ist Mutter von drei Töchtern aus erster Ehe sowie einem Sohn und Stiefmutter eines Stiefsohns aus ihrer aktuellen Ehe mit dem Inhaber einer Dornbirner Werbeagentur. Sie lebt mit ihrer Familie in Höchst.